# طريق طويل إلى الحرية
طريق طويل إلى الحرية (بالإنجليزية: Long Walk to Freedom)‏ هو عنوان السيرة الذاتية التي نشرها نيلسون مانديلا بالإنجليزية عام 1994، الرجل الذي كافح طوال عشرات السنين ضد نظام الفصل العنصري في جنوب أفريقيا ورمز حركة التحرر هناك والحائز على جائزة نوبل للسلام وأول رئيس اسود البشرة لجنوب أفريقيا.
الصيغة النهائية للكتاب أعدها الكاتب الأمريكي ريتشارد ستنجل بالاعتماد على نسخة مهربة من السجن عام 1976 حيث كان يقبع مانديلا بالإضافة إلى عدة مقابلات اجراها ستنجل مع مانديلا عام 1992.

## المحتوى

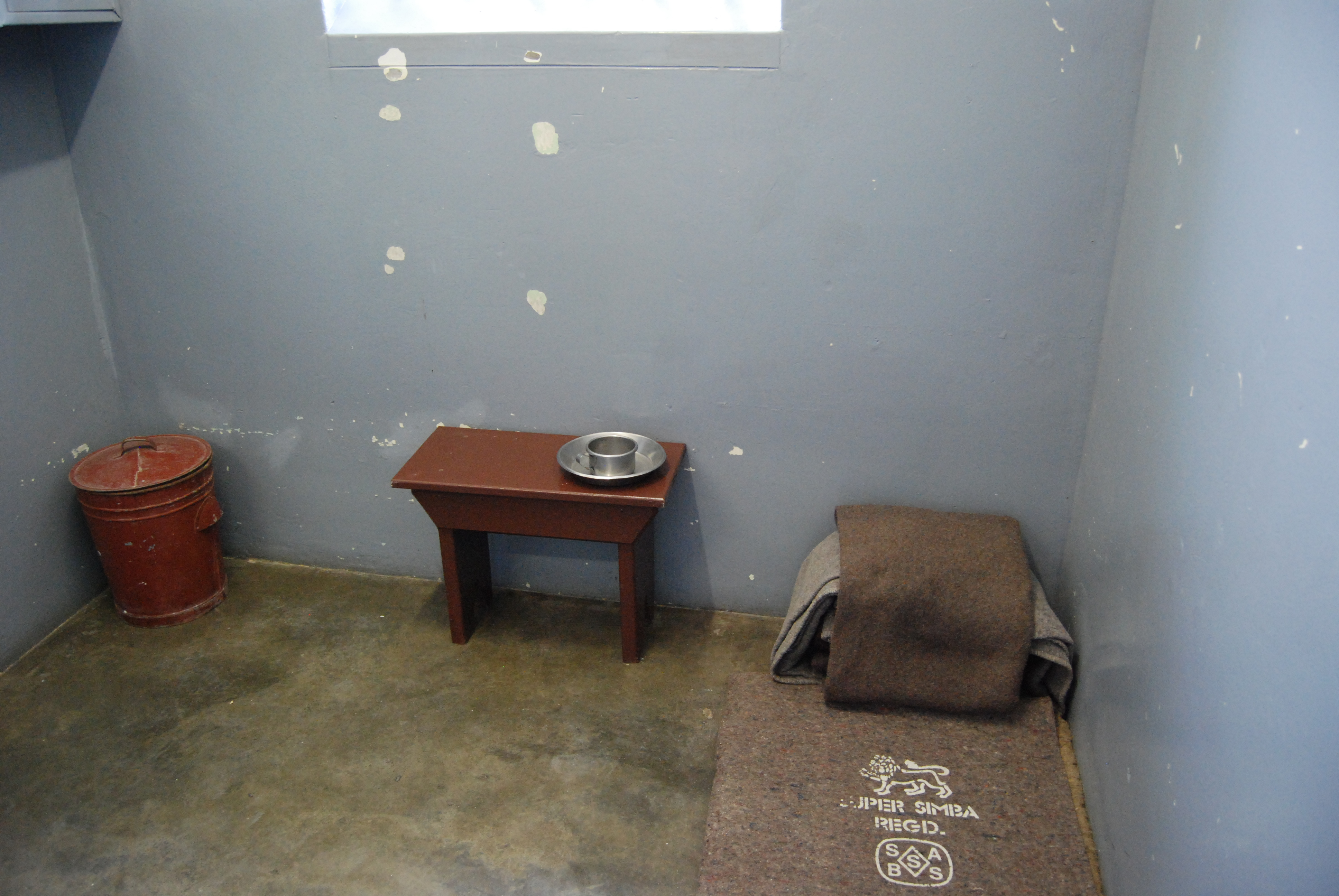
زنزانة مانديلا:حيث كتب الجزء الأكبر من كتابه على جزيرة روبن Robben Island

يصف مانديلا  بالتفصيل طفولته في قرية Qunu في ترانسكاي كابن مغ الاسرة المالكة  الخوسا، وحياته المدرسية والجامعية وعمله كمحام في جوهانسبرغ واحداث انخراطه السياسي هناك. إضافة إلى أنشطته في المؤتمر الوطني الأفريقي (ANC) وذراعه المسلح امكا، وما مجموعه حوالي ثلاثة عقود من حياته في السجن، خصوصا في ظل ظروف عصيبة في سجن جزيرة روبن في المحيط الأطلسي قبالة كيب تاون كسجين 46664، وكذلك محادثاته شبه السرية قبل الإفراج عنه، مع الرؤساء بوتا ودي كليرك عن تجديد شرعية المؤتمر الوطني وإنهاء نظام الفصل العنصري.
الكتاب يكشف أيضا عن بعض التفاصيل العائلية لحياة  مانديلا، خصوصا الزوجين الأولين. لأن السيرة الذاتية ظهرت أربع سنوات قبل الزواج الثالث، وتنتهي السيرة مع أول انتخابات حرة ومع أحقية المشاركة لكل الاعراق وتنصيب نيلسون مانديلا رئيسا في 10. أيار / مايو 1994.

## التاريخ
في نهاية عام 1975 اقترح أحمد كاثرادا على مانديلا كتابة سيرته الذاتية  واستطاع مانديلا اعداد مسودة للكتاب مكونة من مئات الصفحات بسرية في السجن  حيث كان يكتب بالمتوسط من عشر إلى خمس عشر صفحة يوميا، وبعدها يعمل احمد كاثرادا وولتر سيسلو Walter Sisulu على تدقيق هذه الصفحات وتحريرها وماك ماهراج ولالو
شيبا على إعادة نسخها بخط اصغر حتى يسهل حفظها حيث كان في السجن.

## الابواب
الفصل الأول: طفولة في الريف 

الفصل الثاني: جوهانيزبيرغ

الفصل الثالث: ميلاد مناضل من أجل الحرية 

الفصل الرابع: النضال حياتي 

الفصل الخامس: خيانة عظمى 

الفصل السادس: زهرة الربيع السوداء 

الفصل السابع: ريفونيا 

الفصل الثامن: جزيرة روبن ـالسنوات الحالكة 

الفصل التاسع: حزيرة روبن بداية الامل 

الفصل العاشر: حوار مع العدو 

الفصل الحادي عشر: الحرية 

## الإهداء
اهدى مانديلا الكتاب أولاده الستة وأحفاده الواحد والعشرين فرد، وأبناء أحفاده الثلاث وكذلك كل من «الرفاق والأصدقاء مواطني جنوب أفريقيا».